# Алиев, Бендалы Муталла оглы
Бендалы Муталла оглы Алиев (азерб. Bəndəli Mütəllim oğlu Əliyev; 1911, Джебраильский уезд — ?) — советский азербайджанский организатор сельского хозяйства, Герой Социалистического Труда (1948, лишён).

## Биография
Родился в 1911 году в селе Махмудлу Джебраильского уезда Елизаветпольской губернии (ныне село в Физулинском районе Азербайджана).
Работал председателем колхоза имени Джапаридзе Карягинского района. В 1947 году в колхозе получен урожай хлопка ― 86,8 центнеров с гектара на площади 10 гектаров.
Указом Президиума Верховного Совета СССР от 10 марта 1948 года за получение в 1947 году высоких урожаев хлопка Алиеву Бендалы Муталла оглы присвоено звание Героя Социалистического Труда с вручением ордена Ленина и золотой медали «Серп и Молот».
В 1950 году в ЦК КП(б) Азербайджана и в Прокуратуру Азербайджанской ССР поступили письма от колхозников колхоза имени Джапаридзе с жалобами на председателя. В район были посланы комиссии, в результате проверки было установлено, что за время своей работы в качестве председателя он создал преступную группу. Злоупотребляя своим служебным положением, присвоил и содействовал присвоению колхозного крупного рогатого скота на сумму около 400 тысяч рублей Дезинформировал органы партии и государства, присвоил около 200 тысяч колхозных денег. Во время проверки были обнаружены и другие факты хищения как со стороны самого Алиева, так и со стороны его преступной группы. Нарушая устав сельхозартели, произвольно обращался с колхозниками, на основании личных записок передавал овец с фермы колхоза друзьям. Своим поведением вызвал недовольство среди колхозников.
12 декабря 1950 года Верховным Судом Азербайджанской ССР осужден по статье 226 УК Азербайджанской ССР. Приговорен к 20 годам исправительно-трудовых лагерей с последующим поражением в правах на 5 лет. Указом Президиума Верховного Совета СССР от 26 января 1952 года лишен звания Героя Социалистического Труда и всех наград.